# Kazachstania

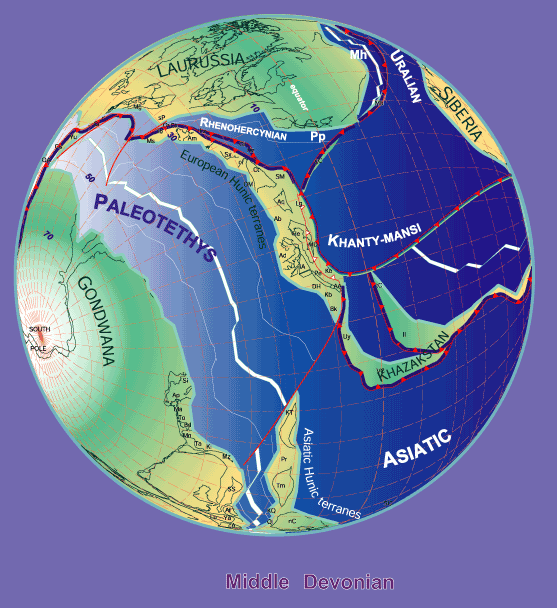
Ligging van de continenten rond 380 miljoen jaar geleden, in het Laat-Devoon. Het zuidoostelijke deel van de langgerekte landvorm zou later Kazachstania gaan vormen en ingeklemd raken tussen Siberië en Laurussia. Armorica bevindt zich in deze reconstructie aan het noordwestelijke uiteinde. (afkorting: Am)

Kazachstania was een paleocontinent dat ongeveer overeenkomt met het huidige Kazachstan, hoewel delen ervan ook onder belendende streken geschoven kunnen zijn. Aan het eind van de assemblage van het supercontinent Pangea tijdens de Oeraalse orogenese raakte het ingeklemd tussen de Siberische Plaat en Laurussia waar Armorica zich inmiddels al aangehecht had. Het maakt nu deel uit van de Euraziatische Plaat.
Het strekte zich uit van de Turaanse depressie en het Turgai-plateau tot de Gobi en de Taklamakan. Ook Dzjoengarije maakte er deel van uit en in zuidelijke richting liep het tot aan de Aralzee.
Oorspronkelijk werd het microcontinent waarschijnlijk gevormd door een aantal eilandbogen met stukken terrein ertussen. Het botste in het Carboon en Perm met Siberia, waarbij het Altaigebergte gevormd werd. Later volgde de aanhechting aan Laurussia waarbij de Oeral gevormd werd.